# Jérémie Pignard
Jérémie Pignard, né le 7 aout 1987 à Villefranche-sur-Saône, est un arbitre fédérale français de football. Promu arbitre international FIFA le 1er janvier 2021, il officie principalement en Ligue 1. Ancien joueur, il a gravi les échelons de l’arbitrage grâce à sa détermination et à un travail constant.

## Biographie

### Carrière d'arbitre

#### Débuts et parcours
Jérémie Pignard commence sa carrière d'arbitre en 2003, tout en poursuivant sa passion pour le football en tant que joueur au FC Villefranche-sur-Saône Beaujolais, évoluant au niveau CFA (actuel National 2). Pendant plusieurs années, il combine les deux rôles, jouant le samedi et arbitrant le dimanche. À 23 ans, il décide de se consacrer exclusivement à l'arbitrage, un choix déterminant pour la suite de son parcours.
Encadré par le District du Rhône et la Ligue Auvergne-Rhône-Alpes, il franchit rapidement les étapes. En 2011, il obtient son examen d’arbitre de Ligue et officie à ce niveau pendant deux ans et demi. En 2014, il réussit l’examen fédéral pour devenir arbitre fédéral 4 (F4). Après trois années en F4, il accède progressivement aux compétitions nationales de haut niveau, jusqu'à atteindre la Ligue 1.

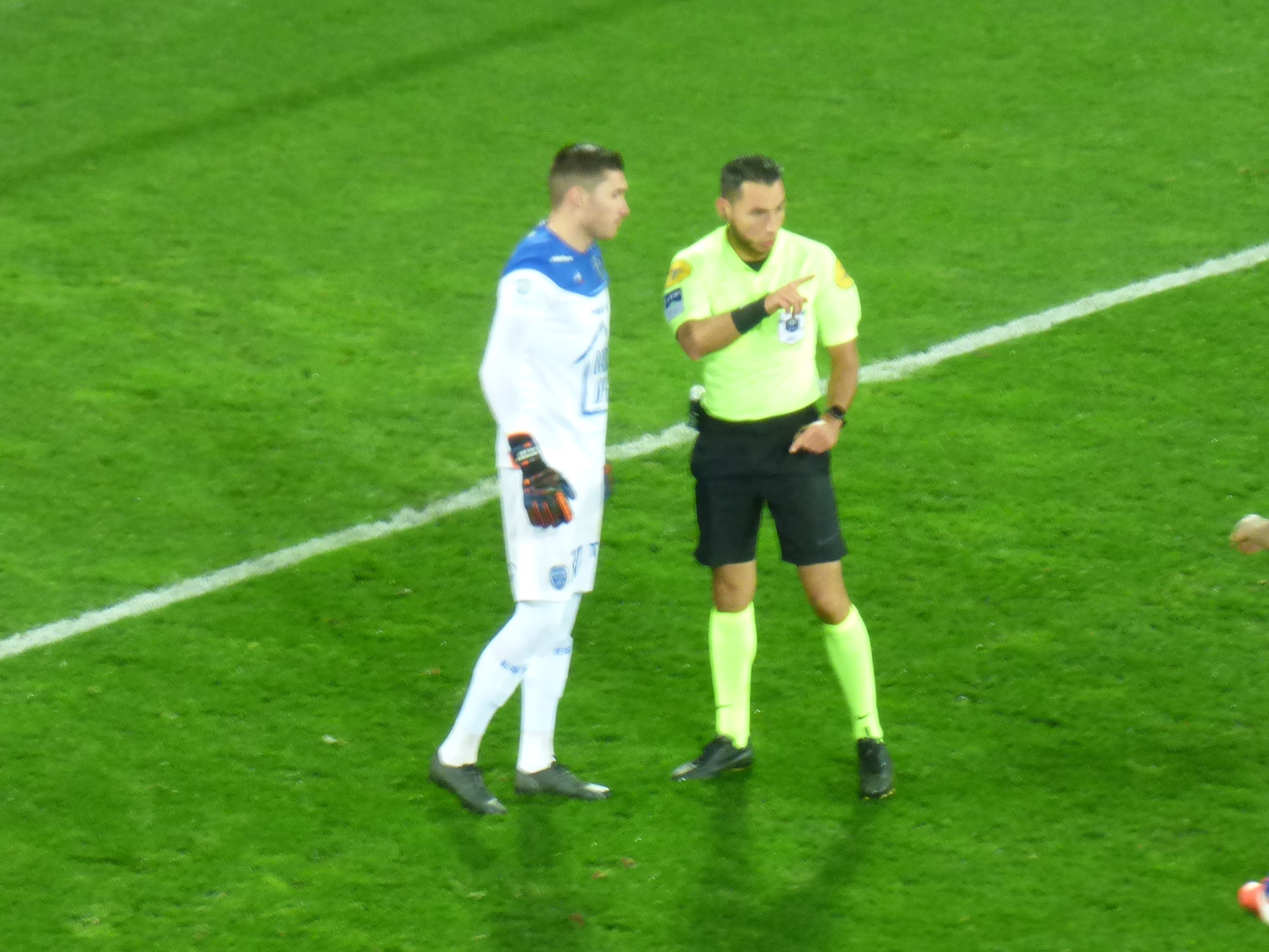
Gauthier Gallon et Jérémie Pignard lors du match RC Lens / ES Troyes AC le 4 février 2020, au Stade Bollaert-Delelis de Lens

#### Promotion Internationale
Le 1er janvier 2021, Jérémie Pignard est promu arbitre international FIFA. Il arbitrera par ailleurs lors de la sixième journée de Ligue des Nations
Participation à la Coupe du Golfe 2023
En janvier 2023, Jérémie Pignard a participé à la Coupe du Golfe organisée en Irak, marquant la première grande compétition internationale tenue dans le pays depuis 40 ans. Convaincu par la Fédération de Football du Golfe Arabique pour son expertise en tant qu’arbitre VAR, il a officié lors de plusieurs matchs, dont la finale entre l'Irak et Oman (3-2). Ce match, riche en rebondissements, a été marqué par des décisions majeures prises grâce à l’assistance vidéo, notamment un but validé avec une précision de 77 millimètres pour hors-jeu.
Controverse lors d'OM-Nice
Lors du match opposant l'Olympique de Marseille à l'OGC Nice au Stade Vélodrome en décembre 2023, Jérémie Pignard a été vivement critiqué pour deux décisions majeures. Il a d'abord expulsé le Marseillais Faris Moumbagna sur un carton rouge jugé sévère, puis accordé un penalty controversé en faveur de l'OM. Ces décisions ont conduit à de vives critiques dans la presse spécialisée et à une réaction rapide de la Direction Technique de l’Arbitrage (DTA). Antony Gautier, directeur de l'arbitrage, a déclaré que ces décisions étaient considérées comme des erreurs et, par souci de sérénité, lui a retiré le match qu’il devait arbitrer entre Rennes et Brest,,,,,,.
Anecdote - Conflit avec Pablo Longoria (2025)
En février 2025, Jérémie Pignard a réagi aux accusations de corruption formulées par Pablo Longoria, président de l’Olympique de Marseille, après un match controversé. Les arbitres français, solidaires de Jérémy Stinat, ont déposé plainte pour diffamation. Jérémie Pignard a dénoncé ces accusations infondées, regrettant que de telles attaques surviennent en France, et a exprimé son soutien à la transparence accrue grâce à la sonorisation des échanges,.

## Statistiques*
*Comprenant les rôles d'arbitre central, arbitre assistant et arbitre VAR
| Catégorie                | Nombres de matchs | Catégorie                            | Nombres de matchs |
| Ligue 1                  | 89                | UEFA Champions League Qualification  | 2                 |
| Ligue 2                  | 32                | UEFA Conference League               | 3                 |
| National                 | 16                | UEFA Conference League Qualification | 5                 |
| National 2               | 15                | UEFA Euro qualifying U21             | 3                 |
| National 3               | 3                 | UEFA Nations League C                | 1                 |
| Coupe de France          | 16                | UEFA Nations League D                | 1                 |
| Coupe de la Ligue        | 1                 | UEFA Youth League                    | 2                 |
| Playoffs Ligue 1/Ligue 2 | 2                 | Amicaux internationaux               | 11                |
| ------------------------ | ----------------- | ------------------------------------ | ----------------- |